# Supervidre
Un supervidre és una fase de la matèria que es caracteritza per (al mateix temps) la seva superfluidesa i una estructura amorfa solidificada.
Per contrast amb els vidres normals, els supervidres flueixen sense cap resistència i sense trencar l'ordre cristal·lí. Es formen per la interacció de partícules quàntiques sota temperatures molt baixes i altes densitats.